# 瓦靈頓
瓦靈頓（Wallington）是薩頓倫敦自治市的一個城市，位於查令十字南南西10.3英里（16.6）。瓦靈頓曾是薩里郡的一部分，現在被劃入大倫敦地區。自2005年開始，威靈頓開設了不少購物中心。

## 外部連結
- 中的“瓦靈頓”